# Saison 2015 de l'équipe cycliste Boels Dolmans
La saison 2015 de l'équipe cycliste Boels Dolmans est la sixième de la formation. Le recrutement de l'équipe est ambitieux avec l'ancienne vainqueur de la Flèche wallonne et de la Route de France Evelyn Stevens, la Néerlandaise Chantal Blaak et la double championne du monde juniors sur route Amalie Dideriksen. La saison est marquée par les victoires de Lizzie Armitstead en Coupe du monde et aux championnats du monde sur route. Elle gagne trois manches de Coupe du monde : le Trofeo Alfredo Binda-Comune di Cittiglio , la Philadelphia Cycling Classic et le GP de Plouay-Bretagne. Elle termine la saison à la deuxième place mondiale. L'Américaine Megan Guarnier réalise également une grande saison en gagnant la première édition des Strade Bianche, une étape de l'Emakumeen Bira, son championnat national, une étape du Tour d'Italie où elle porte le maillot rose durant sept des dix étapes, le Tour de Norvège ainsi qu'une médaille de bronze aux championnats du monde sur route sur sol américain. Enfin, Chantal Blaak remporte Le Samyn des Dames et une étape de l'Emakumeen Bira. La formation récolte vingt-six bouquets durant la saison et finit deuxième du classement UCI.

## Préparation de la saison

### Partenaires et matériel de l'équipe
L'équipe est parrainée par Boels Rental, une société de location de matériel de chantier et bricolage, et par Dolmans Landscaping Group une société de paysagisme. De nombreux autres partenaires apportent leur soutien financier à l'équipe. La marque d'équipement cycliste Specialized apporte également à partir de cette saison son soutien financier à l'équipe. L'entreprise d'habillement sportif Lululemon Athletica devient également un partenaire de l'équipe.
Au niveau matériel, l'équipe utilise des vélos Specialized, équipés de groupe SRAM, de roues Zipp, de capteur de puissance Quarq, Les maillots sont fournis par Bioracer. Les home-trainers sont livrés par Tacx. L'équipe dispose également d'un camping car, d'une camionnette pour le matériel et de deux voitures de course Toyota,.

### Arrivées et départs
L'équipe recrute pour la saison 2015 deux coureuses en provenance de l'équipe Specialized-Lululemon : la vainqueur de la Flèche wallonne et de la Route de France 2012 Evelyn Stevens, ainsi que la spécialiste des classiques et neuvième de la Coupe du monde 2014 Chantal Blaak. Par ailleurs, la championne du monde sur route juniors 2013 et 2014 Amalie Dideriksen vient renforcer la formation.
L'équipe enregistre en parallèle de nombreux départs.
| Arrivées          | Équipe 2014           |
| ----------------- | --------------------- |
| Chantal Blaak     | Specialized-Lululemon |
| Amalie Dideriksen | Néo-professionnelle   |
| Evelyn Stevens    | Specialized-Lululemon |

| Départs             | Équipe 2015               |
| ------------------- | ------------------------- |
| Jessie Daams        | Lotto Soudal              |
| Janneke Ensing      | Parkhotel Valkenburg      |
| Nina Kessler        | Lensworld.eu-Zannata      |
| Emma Trott          | retraite                  |
| Nina Kessler        | Lensworld.eu-Zannata      |
| Marieke van Wanroij | retraite                  |
| Nicky Zijlaard      | SWABO Ladies Cycling Team |

## Effectif et encadrement

### Effectif
| Cycliste            | Date de naissance | Nationalité | Équipe 2014           |  |
| ------------------- | ----------------- | ----------- | --------------------- |  |
| Lizzie Armitstead   | 18 décembre 1988  | Royaume-Uni | Boels Dolmans         |  |
| Chantal Blaak       | 22 octobre 1989   | Pays-Bas    | Specialized-Lululemon |  |
| Demi de Jong        | 11 février 1995   | Pays-Bas    | Boels Dolmans         |  |
| Amalie Dideriksen   | 24 mai 1996       | Danemark    | Néo-professionnelle   |  |
| Megan Guarnier      | 4 mai 1985        | États-Unis  | Boels Dolmans         |  |
| Romy Kasper         | 5 mai 1988        | Allemagne   | Boels Dolmans         |  |
| Christine Majerus   | 25 février 1987   | Luxembourg  | Boels Dolmans         |  |
| Katarzyna Pawłowska | 16 août 1989      | Pologne     | Boels Dolmans         |  |
| Evelyn Stevens      | 9 mai 1983        | États-Unis  | Specialized-Lululemon |  |
| Ellen van Dijk      | 2 février 1987    | Pays-Bas    | Boels Dolmans         |  |
| Sanne van Paassen   | 27 octobre 1988   | Pays-Bas    | Boels Dolmans         |  |

### Encadrement
Le directeur sportif de l'équipe est Danny Stam, son adjoint Bram Sevens. Le représentant de l'équipe auprès de l'UCI est Marten de Lange.

## Déroulement de la saison

### Février-Mars

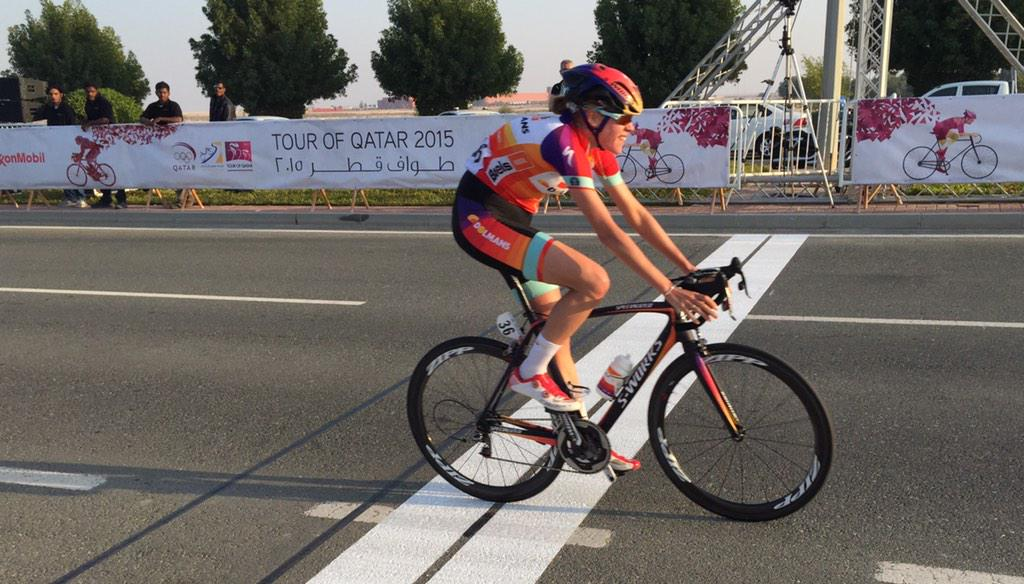
Ellen van Dijk remporte la 2e étape du Tour du Qatar 2015.

L'équipe commence la saison sur route au Tour du Qatar. La deuxième étape est venteuse et une course de bordure se déclenche immédiatement. Ellen van Dijk et Lizzie Armitstead sont présentes dans le groupe de tête. À moins d'un kilomètre de l'arrivée, la Néerlandaise démarre et s'impose seule avec quelques mètres d'avance. Elle prend le maillot de leader. Lizzie Armitstead est deuxième du sprint qui suit. Le lendemain, la Britannique remporte l'étape au sprint et s'empare de la tête du classement général. Elle gagne encore la dernière étape dans l'emballage final et inscrit son nom au palmarès de l'épreuve. Elle empoche également le classement par points. Ellen van Dijk est troisième. Lors de la première classique de printemps, le Circuit Het Nieuwsblad, van Dijk s'échappe dans le Molenberg avec Anna van der Breggen du groupe de tête constitué de quinze coureuses. Elles courent ensemble les trente derniers kilomètres et se disputent la victoire au sprint, dans lequel van der Breggen se montre la plus rapide. Lizzie Armistead gagne le sprint du groupe de poursuivantes, et est donc troisième. Chantal Blaak est quatrième. Durant la semaine qui suit, cette dernière s'impose au Samyn des Dames au sprint.

### Avril

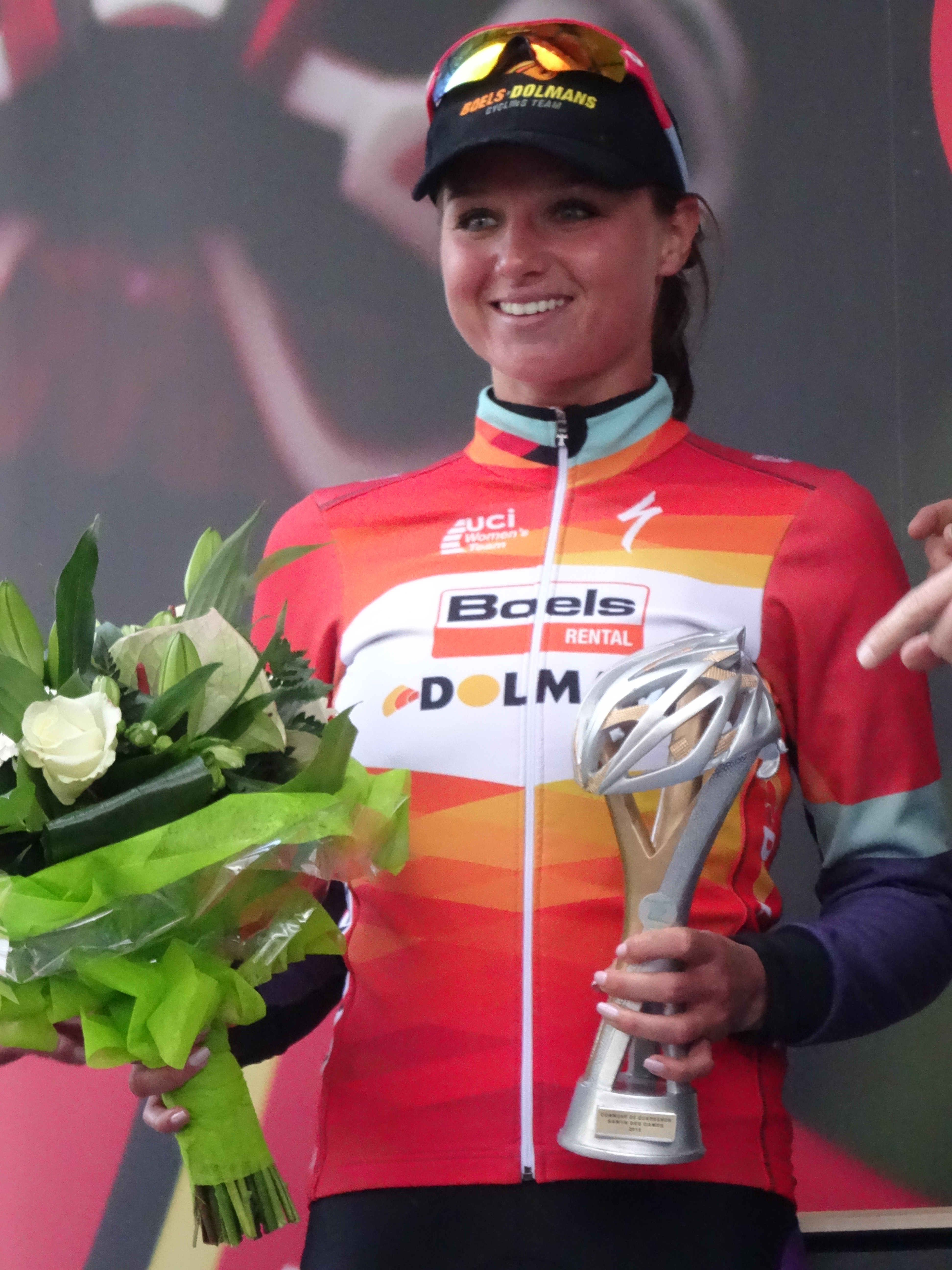
Chantal Blaak lors de sa victoire du Samyn des Dames 2015.

Aux Strade Bianche, un groupe de leaders se détache au bout de 58 km, puis se scinde en deux dans les derniers secteurs en terre. Les cinq coureuses à l'avant sont : Megan Guarnier, Elizabeth Armitstead, Elisa Longo Borghini, Ashleigh Moolman-Pasio et Anna van der Breggen. Profitant de la supériorité numérique de l'équipe, l'Américaine attaque dans le final et s'impose en solitaire. Armitstead règle le groupe de poursuite, l'équipe réalise donc le doublet. Au Tour de Drenthe, Elizabeth Armitstead attaque dans le mont VAM et est suivie par Lisa Brennauer, mais elles se font reprendre. Ellen van Dijk se montre également très active. Par la suite, Chantal Blaak part dans une échappée de quatre à dix kilomètres de l'arrivée, qui de par sa composition semble destinée à aller au bout. Le manque de coopération dans le groupe provoque pourtant un regroupement général dans le final. Au sprint, Ellen van Dijk est troisième, Armitstead septième.
Sur la Flèche wallonne, Megan Guarnier et Evelyn Stevens font partie des meilleures dans la côte de Cherave et attaque le mur de Huy dans le groupe de tête. La première termine troisième, la seconde sixième.

### Mai-juin

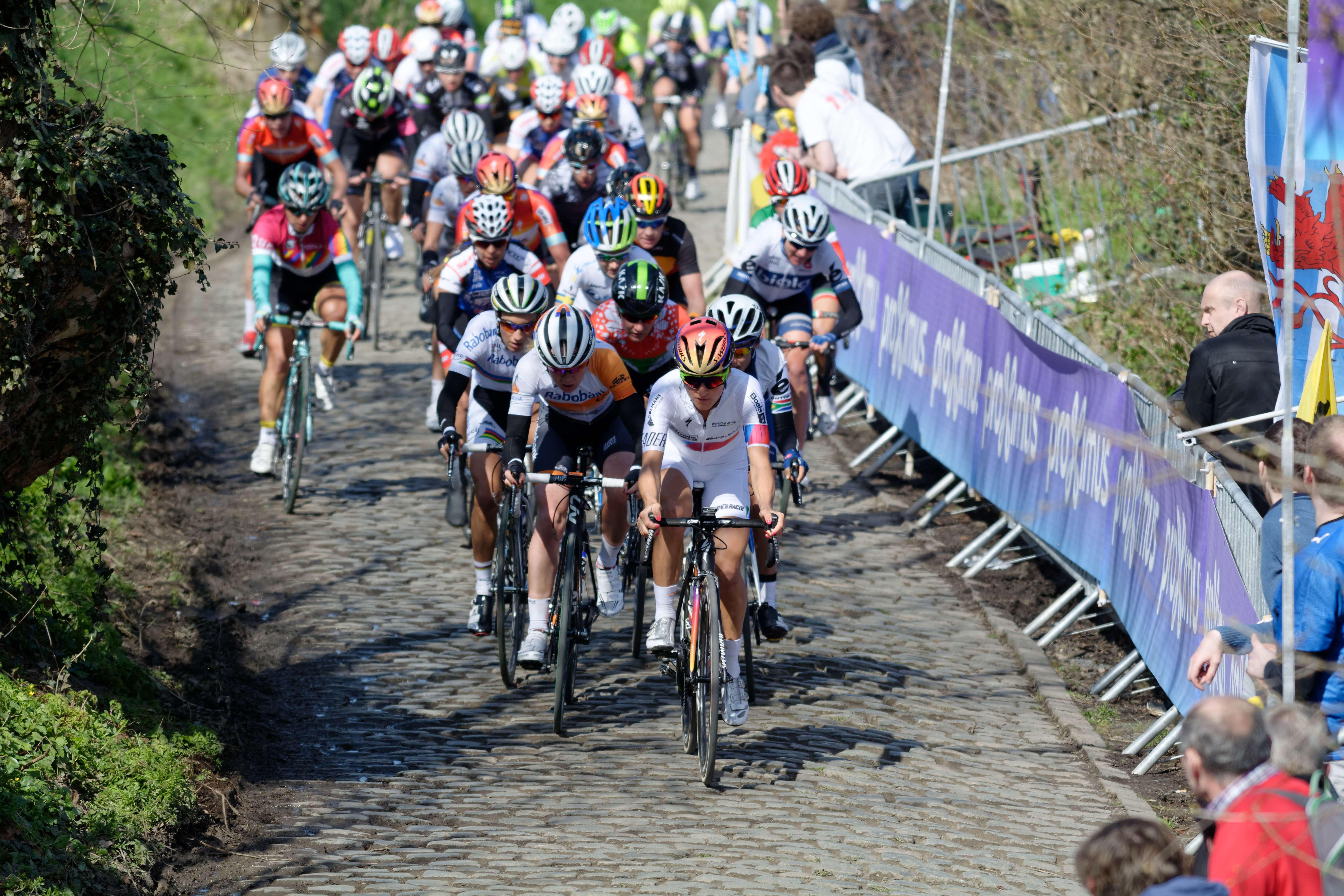
Lizzie Armitstead ouvre la route sur le vieux Quaremont lors du Tour des Flandres

Evelyn Stevens remporte le contre-la-montre du Tour de Californie en devançant les principales protagonistes américaines de la discipline. Aux championnats des États-Unis, elle se classe cinquième du contre-la-montre. Sur la course en ligne, elle se retrouve dans le groupe de tête dans le final avec Megan Guarnier. La première s'échappe mais se fait rattraper. Megan Guarnier se montre ensuite la plus rapide du groupe de quatre qui se disputent la victoire et est donc sacrée pour la deuxième fois championne des États-Unis. Evelyn Stevens est cinquième. Après une coupure, Lizzie Armitstead remporte la Boels Rental Hills Classic au sprint. Elle participe à la Philadelphia Cycling Classic et compte y aider Evelyn Stevens. Elles se perdent cependant dans le final, Lizzie Armitstead se montre la plus rapide dans la dernière ascension du mur de Manayunk et remporte l'épreuve. Evelyn Stevens est sixième.
Evelyn Stevens fait la course à l'avant sur la Durango-Durango Emakumeen Saria. Elle termine quatrième légèrement derrière Katarzyna Niewiadoma et Emma Johansson. À la Emakumeen Bira, Ellen van Dijk Van termine quatrième du prologue. Le lendemain, une échappée de leader part rapidement avec Megan Guarnier, Emma Johansson, Ashleigh Moolman, Katarzyna Niewiadoma, Tetiana Riabchenko et Anna Sanchis. Les quatre premières se disputent la victoire au sprint et la championne des États-Unis se montre la plus rapide. Elle est sixième le lendemain. Chantal Blaak s'échappe sur la troisième étape avec Elena Cecchini et Katrin Garfoot. Elle gagne ensuite au sprint. Sur la dernière étape, Megan Guarnier et Evelyn Stevens sont une nouvelle fois à l'avant et se classent respectivement troisième et sixième. Au classement général, elles sont quatrième et dixième,.
Lors de The Women's Tour, Lizzie Armitstead s'impose lors du sprint inaugural, puis percute un photographe une fois passée la ligne. La chute est violente, et la Britannique perd connaissance. Les examens médicaux ne révèlent cependant pas de fracture. Les autres étapes se terminent également au sprint. Christine Majerus se classe respectivement troisième, première, quatrième et cinquième des quatre étapes restante. Par le jeu des bonifications, elle est troisième du classement général final.
Christine Majerus domine son championnat national, en gagnant aussi bien en contre-la-montre que sur route. Aux championnats de Grande-Bretagne sur route, Lizzie Armitstead attaque dans la pénultième ascension de la côte de Michaelgate et s'impose en solitaire.

### Juillet-Août

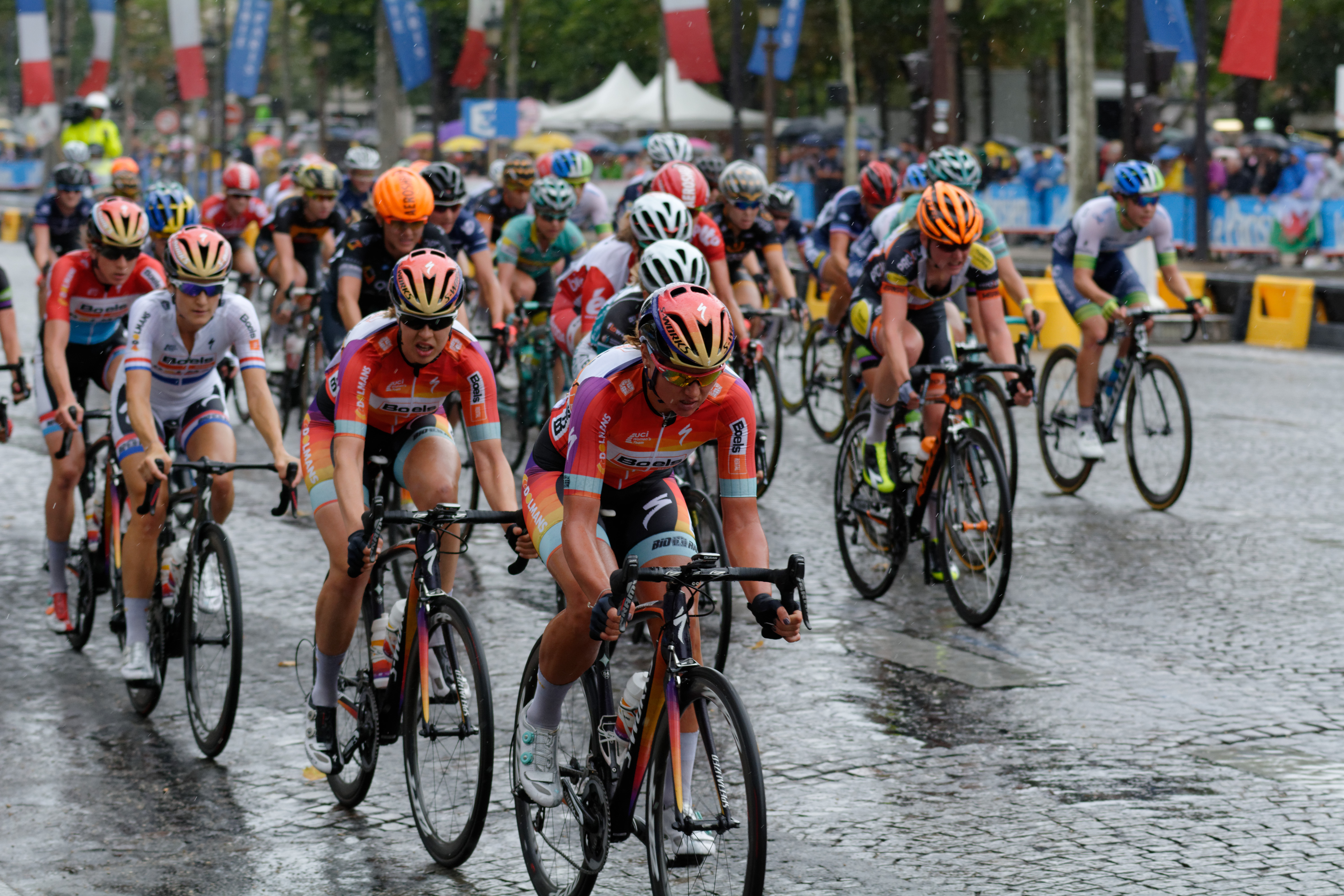
L'équipe durant la Course by Le Tour de France : Chantal Blaak est en tête, suivie de Romy Kasper, Lizzie Armitstead et Christine Majerus

Au Tour d'Italie, Ellen van Dijk se classe cinquième du prologue. Sur la deuxième étape, Megan Guarnier et Evelyn Stevens se trouve dans le groupe de tête. La première se montre la plus rapide au sprint et s'empare du maillot rose. Elle est ensuite deuxième des cinquième, sixième et septième étapes, les deux fois derrière des fugitives : respectivement Pauline Ferrand-Prévot, Mayuko Hagiwara et Lucinda Brand. Elle prend la tête du classement par points à la fin de la sixième étape, mais Lucinda Brand le récupère après la septième. Evelyn Stevens perd deux minutes sur les autres leaders lors de cette étape. Megan Guanier se classe de nouveau deuxième du contre-la-montre de la huitième étape derrière Anna van der Breggen jusque-là deuxième du classement général et qui la dépossède du maillot rose. Evelyn Stevens est huitième. Sur la dernière étape qui est une arrivée au sommet, Megan Guarnier finit quatrième. Mara Abbott gagne l'étape et s'empare de la deuxième place au classement général de Megan Guarnier pour treize secondes. Cette dernière est finalement troisième et vainqueur du classement par points, Evelyn Stevens est neuvième.
Fin juillet, sur La Course by Le Tour de France, Lizzie Armitstead est troisième du sprint du peloton pour la deuxième place derrière Anna van der Breggen. Lors du Tour de Norvège, Megan Guarnier attaque à cinquante kilomètres de l'arrivée durant la première étape et est accompagnée d'Amanda Spratt. Elle la bat au sprint et prend la tête du classement général. La deuxième et dernière étape se terminant par un sprint, l'Américaine remporte le classement général de l'épreuve.
À la fin du mois d'août, la formation termine troisième du contre-la-montre par équipes de l'Open de Suède Vårgårda, comptant pour la Coupe du Monde. L'équipe au départ est composée de : Elizabeth Armitstead, Chantal Blaak, Romy Kasper, Christine Majerus, Katarzyna Pawłowska et Evelyn Stevens. Ellen van Dijk s'étant cassée la clavicule lors de La Course by Le Tour de France, elle ne fait pas partie de l'effectif. Elle compte néanmoins prendre le départ du contre-la-montre par équipes des championnats du monde. Sur la course en ligne, l'équipe contrôle jusqu'au bout. Cependant, Lizzie Amitstead passe le dernier virage en dixième position et est fortement gênée par la chute de Carmen Small. Elle se classe finalement dix-neuvième et perd de précieux points face à Anna van der Breggen pour le gain de la Coupe du monde. La semaine suivante, à Plouay, elle prend ses responsabilités et attaque dans la côte de Ty Marrec dans l'avant dernier passage. Elle est marquée par Anna van der Breggen et le groupe de tête se reforme. Elle y est assistée de ses coéquipières Megan Guarnier et Evelyn Stevens qui attaquent à de nombreuses reprises durant l'épreuve. La course se conclut par un sprint, où la Britannique se montre la plus véloce. Evelyn Stevens est huitième. La Néerlandaise n'étant que sixième, Lizzie Armitstead s'adjuge le classement final de la Coupe du monde par la même occasion.

### Septembre

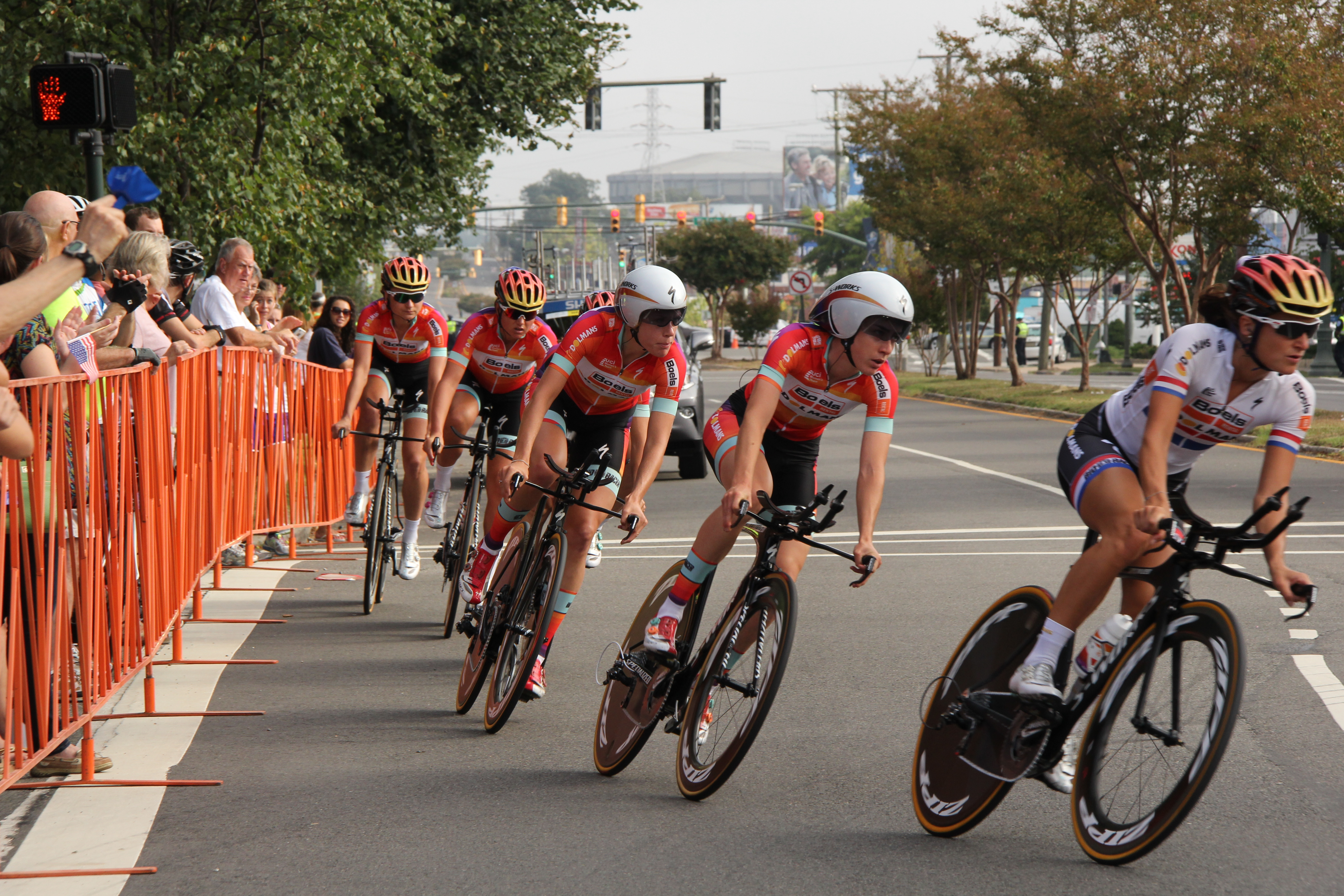
Boels Dolmans lors des championnats du monde de contre-la-montre par équipes

En septembre, sur le tour organisé par le partenaire de l'équipe, Christine Majerus dispute les sprints des trois premières étapes. Elle se classe respectivement cinquième, troisième puis de nouveau cinquième. Sur le contre-la-montre de la quatrième étape Ellen van Dijk est devancée de deux secondes par Lisa Brennauer. Elle remonte à la troisième place du classement général. Christine Majerus est de nouveau cinquième du sprint qui clot la cinquième étape. Dans l'ultime étape se terminant en haut du Cauberg, Ellen van Dijk finit cinquième, Megan Guarnier sixième. Ellen van Dijk conserve ainsi sa troisième place au classement général. Sous le maillot danois, Amalie Dideriksen remporte le sprint d'un groupe de vingt coureuses qui s'est détaché dans un secteur pavé lors de la deuxième étape du Tour de Belgique. Elle se classe deuxième les deux journées suivantes et finit à la même place au classement général derrière Emma Johansson.
Aux championnats du monde, la formation termine deuxième du contre-la-montre par équipes au terme d'une épreuve très serrée face à l'équipe Velocio-SRAM. La composition de l'équipe est : Elizabeth Armitstead, Chantal Blaak, Christine Majerus, Katarzyna Pawłowska, Evelyn Stevens et Ellen van Dijk. Durant la course, l'équipe se retrouve rapidement à quatre en perdant Majerus sur crevaison puis Pawłowska. Par ailleurs, Ellen van Dijk a du mal à suivre le rythme dans la dernière ascension. Ces éléments expliquent surement la courte défaite. De nombreuses membres de l'équipe participent au contre-la-montre et à la course en ligne avec leurs sélections nationales respectives. Evelyn Stevens termine sixième de la première épreuve. Sur la deuxième, elle attaque à deux tours de l'arrivée sans succès. Dans l'ascension finale, Lizzie Armitstead accélère emmenant avec elle un petit groupe qui se dispute la victoire. Elle se montre la plus rapide et s'empare donc du maillot irisé, Megan Guarnier est troisième.

## Bilan de la saison
L'équipe remporte vingt-six bouquets en 2015, soit bien plus que l'année précédente où seules neuf victoires avaient été encaissées. Boels Dolmans devient numéro deux au classement mondial par équipes derrière la Rabo Liv Women ce qui marque une progression d'une place. Sur le plan individuel, Lizzie Armitstead devient deuxième au classement mondial, vainqueur de la Coupe du monde et du championnat du monde. L'Américaine Megan Guarnier réalise également une grande saison en gagnant la première édition des Strade Bianche, une étape de l'Euskal Emakumeen Bira, son championnat national, une étape du Tour d'Italie où elle porte le maillot rose durant sept des dix étapes, le Tour de Norvège ainsi qu'une médaille de bronze aux championnats du monde sur route sur sol américain.

### Victoires
| Date         | Course                                         | Pays        | Classe | Vainqueur         |
| ------------ | ---------------------------------------------- | ----------- | ------ | ----------------- |
| 4 février    | 2e étape du Tour du Qatar                      | Qatar       | 2.1    | Ellen van Dijk    |
| 5 février    | 3e étape du Tour du Qatar                      | Qatar       | 2.1    | Lizzie Armitstead |
| 6 février    | 4e étape du Tour du Qatar                      | Qatar       | 2.1    | Lizzie Armitstead |
| 6 février    | Tour du Qatar                                  | Qatar       | 2.1    | Lizzie Armitstead |
| 4 mars       | Le Samyn des Dames                             | Belgique    | 1.2    | Chantal Blaak     |
| 7 mars       | Strade Bianche                                 | Italie      | 1.1    | Megan Guarnier    |
| 29 mars      | Trofeo Alfredo Binda-Comune di Cittiglio       | Italie      | CDM    | Lizzie Armitstead |
| 16 mai       | Contre-la-montre du Tour de Californie         | États-Unis  | 1.1    | Evelyn Stevens    |
| 25 mai       | Championnats des États-Unis sur route          | États-Unis  | CN     | Megan Guarnier    |
| 29 mai       | Boels Rental Hills Classic                     | Pays-Bas    | 1.1    | Lizzie Armitstead |
| 7 juin       | Philadelphia Cycling Classic                   | États-Unis  | CDM    | Lizzie Armitstead |
| 11 juin      | 1re étape de l'Emakumeen Bira                  | Espagne     | 2.1    | Megan Guarnier    |
| 13 juin      | 3e étape de l'Emakumeen Bira                   | Espagne     | 2.1    | Chantal Blaak     |
| 17 juin      | 1re étape de The Women's Tour                  | Royaume-Uni | 2.1    | Lizzie Armitstead |
| 19 juin      | 3e étape de The Women's Tour                   | Royaume-Uni | 2.1    | Christine Majerus |
| 25 juin      | Championnats du Luxembourg du contre-la-montre | Luxembourg  | CN     | Christine Majerus |
| 27 juin      | Championnats du Luxembourg sur route           | Luxembourg  | CN     | Christine Majerus |
| 28 juin      | Championnats de Grande-Bretagne sur route      | Royaume-Uni | CN     | Lizzie Armitstead |
| 5 juillet    | 2e étape du Tour d'Italie                      | Italie      | 2.1    | Megan Guarnier    |
| 15 août      | 1re étape du Tour de Norvège                   | Norvège     | 2.2    | Megan Guarnier    |
| 16 août      | Tour de Norvège                                | Norvège     | 2.2    | Megan Guarnier    |
| 29 août      | GP de Plouay-Bretagne                          | France      | CDM    | Lizzie Armitstead |
| 9 septembre  | 2e étape du Tour de Belgique                   | Belgique    | 2.2    | Amalie Dideriksen |
| 27 septembre | Championnats du monde sur route                |             | CM     | Lizzie Armitstead |

### Résultats sur les courses majeures

#### Coupe du monde
| Date     | #  | Course                                   | Meilleure classée | Classement |
| -------- | -- | ---------------------------------------- | ----------------- | ---------- |
| 14 mars  | 1  | Tour de Drenthe                          | Ellen van Dijk    | 3e         |
| 29 mars  | 2  | Trofeo Alfredo Binda-Comune di Cittiglio | Lizzie Armitstead | Vainqueur  |
| 5 avril  | 3  | Tour des Flandres                        | Lizzie Armitstead | 8e         |
| 22 avril | 4  | Flèche wallonne                          | Megan Guarnier    | 3e         |
| 17 mai   | 5  | Tour de l'île de Chongming               | -                 | -          |
| 7 juin   | 6  | Philadelphia Cycling Classic             | Lizzie Armitstead | Vainqueur  |
| 2 août   | 7  | Tour de Bochum                           | Christine Majerus | 6e         |
| 21 août  | 8  | Open de Suède Vårgårda TTT               | Boels Dolmans     | 3e         |
| 23 août  | 9  | Open de Suède Vårgårda                   | Megan Guarnier    | 15e        |
| 29 août  | 10 | GP de Plouay-Bretagne                    | Lizzie Armitstead | Vainqueur  |

Lizzie Armitstead remporte le classement final de la Coupe du monde. La formation est troisième au classement par équipes.

#### Grand tour
| Grand tour            | Tour d'Italie                            |
| --------------------- | ---------------------------------------- |
| Coureuse (classement) | Megan Guarnier (3e)                      |
| Accessits             | 1 victoire d'étape Classement par points |

## Classement UCI
| Rang | Coureuse            | Points |
| ---- | ------------------- | ------ |
| 2    | Lizzie Armitstead   | 1024,5 |
| 8    | Megan Guarnier      | 719,67 |
| 13   | Ellen van Dijk      | 542,25 |
| 16   | Christine Majerus   | 473,5  |
| 23   | Evelyn Stevens      | 358,92 |
| 37   | Chantal Blaak       | 225,5  |
| 102  | Amalie Dideriksen   | 71     |
| 157  | Demi De Jong        | 37     |
| 222  | Romy Kasper         | 19,25  |
| 223  | Katarzyna Pawłowska | 19     |

Boels Dolmans est deuxième au classement par équipes.